# Hecatesia thyridion
Hecatesia thyridion là một loài bướm đêm trong họ Noctuidae.